# うたの素
うたの素（うたのもと）は、奥井亜紀のワンマンライブ「うたの素」の総称。または、ワンマンライブを再現したアコースティックアルバムの総称。

## アコースティックライブ
- 基本形式は宮脇てつやの演奏するギターと奥井亜紀のボーカルだけで紡がれている。また、近年では西本明の演奏するピアノを含めた形式で行われることもある。
- 楽曲は新旧問わずに歌われている。
- 当ライブから生まれた楽曲も数多くあり、『音海スイム』に収録されている「HAPPY CARD」、『TIMEcARTRIDGE』に収録されている「ああ、春だ。」などがある。
- 2008年からレコ発全国ツアーを開始し、Shibuya O-WESTではデビュー15周年を記念して「うたの素スペシャル 15FESTA」を公演した。また、2009年度も「うたの素 旅の巻 TIME ART」と題したレコ発全国ツアーを、2009年5月末から公演する。

2009年度レコ発全国ツアー「うたの素 旅の巻 TIME ART」開催地等
| 日付                | 開催地 | 会場               |
| ------------------- | ------ | ------------------ |
| 2009年5月24日（日） | 仙台   | HOOK SENDAI        |
| 2009年5月30日（土） | 長野   | India live the sky |
| 2009年6月5日（金）  | 福岡   | Gate's7            |
| 2009年6月6日（土）  | 大分   | CANTALOOP II       |
| 2009年6月13日（土） | 大阪   | 江坂ミューズホール |
| 2009年6月14日（日） | 名古屋 | HeartLand STUDIO   |
| 2009年6月27日（土） | 東京   | 渋谷O-Crest        |

## アコースティックアルバム

### うたの素 壱巻
- ワンマンライブ「うたの素」をCDに実現したアコースティックアルバムで、今作が第一作目である。タイトルには「壱巻」と記載されている。
- キャッチコピーは「ボーカルとギターで紡いだ宇宙、全11曲。」
- 新曲「HAPPY CARD」や「ラヴレター」を中心に、「AKA」「夢の帆船」などが収録されている。
- ライブの形式でレコーディングされているため、楽器はギターのみ使用されている。

#### 収録曲
1. HAPPY CARD
2. ラヴレター
3. 朝がきた
4. I LOVE YOU
5. 夏予報
6. AKA
7. Close to the sky
8. 三日月夜
9. 夢の帆船
10. You're the only melody
11. Lovin' you

ボーカル、コーラス：奥井亜紀
ギター：宮脇てつや

### うたの素 弐巻
- 今作は第二作目で、タイトルには「弐巻」と記載されている。
- 前作は宮脇てつやのギターのみだったが、今回は更に西本明のピアノが加わっている。
- キャッチコピーは「活きのいいうた、入りました。」
- ジャケット写真は、前作と同じ場所・構図で撮影されている。
- 新曲に「うたの素」が収録されている。

#### 収録曲
1. ああ、春だ。
2. 愛はかける
3. melody
4. レスキュー
5. 三月八日土曜日
6. 晴れてハレルヤ
7. あなたに会いにいこう
8. My Best Song
9. あしかになってしまいたい
10. うたの素

ピアノ：西本明
ギター：宮脇てつや
ウターノ：奥井亜紀